# Rebojo
El rebojo es un bizcocho típico de Zamora que tiene como características principales una parte superior recubierta de azúcar o con una cocción superior al resto del bizcocho (haciéndola así más gruesa) y una textura densa y seca. Se elabora con harina de trigo, huevos, azúcar, aceites o grasas vegetales. Suele estar aromatizado con esencias de frutas (limón, naranja) o con anís. Dada su textura un tanto seca, es ideal para comerlo mojado en café con leche.
- Datos: Q2892364